# Eddie Johnson
 Eddie Johnson  és un pilot estatunidenc de curses automobilístiques nascut el 10 de febrer del 1919 a Richmond, Virgínia.
Johnson va córrer a la Champ Car a les temporades 1950-1952 i 1955-1966 incloent-hi la cursa de les 500 milles d'Indianapolis dels anys 1952-1966.
Eddie Johnson va morir en un accident d'avioneta prop de Cleveland, Ohio el 30 de juny del 1974.

## Resultats a la Indy 500
| Any    | Cotxe  | Sortida | Vel. mitja | Ranking | Final  | Voltes | V. líder | Retirat               |
| ------ | ------ | ------- | ---------- | ------- | ------ | ------ | -------- | --------------------- |
| 1952   | 81     | 24      | 133.973    | 30      | 16     | 193    | 0        | a 7 voltes            |
| 1953*  | 2      | -       | -          | -       | 7      | ?      | ?        | Va acabar             |
| 1954** | 2      | -       | -          | -       | 22     | ?      | ?        | Retirat               |
| 1955   | 83     | 32      | 134.449    | 32      | 13     | 196    | 0        | a 4 voltes            |
| 1956   | 81     | 32      | 139.093    | 32      | 15     | 195    | 0        | a 5 voltes            |
| 1957   | 43     | 20      | 140.171    | 28      | 25     | 93     | 0        | Rodes                 |
| 1958   | 61     | 26      | 142.670    | 26      | 9      | 200    | 0        | Va acabar             |
| 1959   | 19     | 8       | 144.000    | 9       | 8      | 200    | 0        | Va acabar             |
| 1960   | 22     | 7       | 145.003    | 10      | 6      | 200    | 0        | Va acabar             |
| 1961   | 33     | 10      | 145.843    | 12      | 18     | 127    | 0        | Accident              |
| 1962   | 32     | 18      | 146.592    | 23      | 25     | 38     | 0        | Magneto               |
| 1963   | 88     | 21      | 148.509    | 22      | 20     | 112    | 0        | Accident              |
| 1964   | 84     | 24      | 152.905    | 11      | 26     | 6      | 0        | Bomba del combustible |
| 1965   | 23     | 28      | 153.998    | 32      | 10     | 195    | 0        | a 5 voltes            |
| 1966   | 54     | 29      | 158.898    | 28      | 7      | 175    | 0        | Retirat               |
| Totals | Totals | Totals  | Totals     | Totals  | Totals | 1930   | 0        |                       |

| Curses       | 13 |
| Poles        | 0  |
| Voltes líder | 0  |
| Victòries    | 0  |
| Top 5        | 0  |
| Top 10       | 5  |
| Retirades    | 6  |

### Nota
- * Cotxe compartit amb Jim Rathmann
- ** Cotxe compartit amb Rodger Ward.

## A la F1
El Gran Premi d'Indianapolis 500 va formar part del calendari del campionat del món de la Fórmula 1 entre les temporades 1950 a la 1960.
Els pilots que competien a la Indy durant aquests anys també eren comptabilitzats pel campionat de la F1.
Eddie Johnson va participar en 9 curses de F1, debutant al Gran Premi d'Indianapolis 500 del 1952.

### Palmarès a la F1
- Participacions: 9
- Poles: 0
- Voltes Ràpides: 0
- Victòries: 0
- Podiums: 0
- Punts vàlids per la F1: 1